# 龍鳳鬥
《龍鳳鬥》（英語：[Yesterday Once More] 错误：{{Lang}}：文本有斜体标记（帮助））是一部杜琪峯導演的2004年香港電影，劉德華和鄭秀文主演，这是“铁三角”杜劉鄭三人继《孤男寡女》和《瘦身男女》后合作的第三部作品，有部分戏份是在意大利东北部名城乌迪内拍摄。香港和中国内地于2004年10月14日上映。香港票房1547万港币，位列年度华语片第六位。

## 劇情
城中名媛「盗太」（郑秀文饰）獲富家公子Steve（吴嘉龙饰）熱烈追求，以家传之宝作求婚礼物，疯狂喜爱珠宝的盗太答允嫁給他。Steve的母亲Mrs. Allen（胡燕妮饰）非泛泛之辈，看穿盗太爱珠宝多过爱自己的儿子，遂订下苛刻条件要盗太遵守才可得到珠宝。盗太表面上答应她的条件，其实暗地部署偷珠宝计划。
当盗太以完美的计划，眼看名贵珠宝成功抢得之际，突然出现另一伙人，以一模一样的手法抢去珠宝！此人正是盗太已离婚的丈夫「盗生」（刘德华饰）。盗太心中有数认定是盗生所为，遂千里迢迢到意大利找盗生算账。两人离婚后首次见面，盗太直指盗生偷珠宝目的是破坏自己的婚事。盗生不置可否，其实他仍爱着前妻，故意以游戏留难盗太，要她胜出才能换取珠宝下落。盗太洞悉对方动机，亦乐于跟他斗法。
Mrs. Allen失去家传之宝，认定是盗太所为，派私家侦探彻查盗太，得知盗氏夫妇的关系及两人早有偷窃的前科，认定是两人所为，不断搜集证据想将两人绳之于法。同时，保险公司亦怀疑Mrs. Allen监守自盗骗取保险金，派人调查Mrs. Allen，但毫无结果。
盗氏夫妇在香港相处期间。两人重踏旧日的足迹，回味一起走过的日子，不自觉重燃爱火。盗太以为盗生再次爱上自己后会说真话，怎料盗生依然不肯透露珠宝的下落。盗太唯有编出自己患上绝症的谎话，逼盗生吐真情。盗生信以为真紧张万分，盗太追问珠宝下落，盗生却突然声称亦同样患上绝症。盗太质疑盗生，逼他协订一起说真话。两人自离婚后第一次感情剖白，透露离婚的原因。盗太经多番猜测后，终猜到藏珠宝的地方。当盗太取得珠宝后发觉竟然是假，以为盗生再一次骗自己，恼羞成怒拂袖而去。
其实盗生也不知道珠宝是真是假，但心中有数应是Mrs. Allen从中作梗，遂登门找对方查明真相。盗太不舍珠宝，再找盗生继续游戏，竟发觉盗生突然神秘失踪，并且安排把所有财产转让予自己。盗太越感不妥，开始相信盗生患绝症是事实，更怀疑盗生已死。盗太大为紧张，藏在心底的爱一发不可收拾，遍寻对方不获令盗太焦急万分。
就在此时，Steve突然以第二条名贵珠宝向盗太再次求婚，盗太想到盗生可能再次出现偷珠宝，答允再嫁。盗太暗地监察Steve运送珠宝的情况，果然发现一个极似盗生的人策划抢珠宝。盗太跟踪人影来到藏赃物的地点，看到刚抢回来的第二件家传之宝。盗太深信盗生未死，只是再一次跟自己开玩笑，一颗心顿时安定下来。但盗太却不知道，这其实也是盗生的又一个精心布局……

## 角色
| 演員   | 角色           | 備註                                                                          |
| 劉德華 | 盗先生         | 聪明和富冒险精神的年轻才俊 盜太太的前夫 與盜太太是雌雄大盜 最後因急性血癌離世 |
| 鄭秀文 | 盗太太         | 城中名媛 盗先生的前妻 與盜先生是雌雄大盜 詐患急性血癌                         |
| 吳嘉龍 | Steve          | Mrs. Allen的兒子 追求盗太的富家公子                                           |
| 胡燕妮 | Mrs. Allen     | Steve的母亲 與其丈夫以前是雌雄大盜                                            |
| 林家棟 | 公証行surveyor | 保险调查员                                                                    |
| 秦 煌  |                | Mrs. Allen請來調查盜先生盜太太的私家偵探 許紹雄同性戀伴侶                     |
| 許紹雄 |                | Mrs. Allen請來調查盜先生盜太太的私家偵探 秦煌同性戀伴侶                       |
| 李成昌 | 陳仔           | 盜先生、盜太太的家庭醫生                                                      |
| 連偉健 |                | 探員                                                                          |
| 甄懋強 |                | 探員                                                                          |

## 電影歌曲
| 曲別   | 歌名           | 作曲   | 作詞                       | 演唱   |
| 主題曲 | 《如果你有事》 | 劉祖德 | 林夕原作詞、劉德華改編歌詞 | 鄭秀文 |

## 獎項
| 頒獎典禮             | 獎項             | 名單                                                    | 結果 |
| -------------------- | ---------------- | ------------------------------------------------------- | ---- |
| 第24屆香港電影金像獎 | 最佳女配角       | 胡燕妮                                                  | 提名 |
| 第24屆香港電影金像獎 | 最佳原創電影歌曲 | 如果你有事 作曲：劉祖德 填詞：林夕、劉德華 主唱：鄭秀文 | 提名 |

## 相關作品
- 孤男寡女
- 瘦身男女
- 盲探

## 播放時間
| 香港 翡翠台 星期日13:15-15:30節目 | 香港 翡翠台 星期日13:15-15:30節目                 | 香港 翡翠台 星期日13:15-15:30節目 |
| --------------------------------- | ------------------------------------------------- | --------------------------------- |
|                                   | （道地星期日影院）龍鳳鬥 （2018年12月16日）       |                                   |
| 煒哥的味道 (2018年12月16日)       | 家家作樂 代代有愛 兒歌創作比賽 （2018年12月16日） |                                   |

| 香港 ViuTV 星期六20:30-22:45節目 | 香港 ViuTV 星期六20:30-22:45節目                               | 香港 ViuTV 星期六20:30-22:45節目 |
| -------------------------------- | -------------------------------------------------------------- | -------------------------------- |
|                                  | （亞洲聯合財務YES UA呈獻：週六好戲勢）龍鳳鬥 （2021年4月10日） |                                  |
| 闖蕩埃及 (2021年4月10日)         | 起底事務所 （2021年4月10日）                                   |                                  |

中國大陸2018年2月10日重映；香港翡翠台分別於2007年5月19日首播及2011年3月6日(與高清翡翠台重播)，2014年2月16日，2016年3月20日，2017年2月18日及2018年12月16日重播，香港ViuTV於2021年4月10日首播。

## 外部連結
- 寰亞電影相關網站 - 龍鳳鬥 （页面存档备份，存于）（繁體中文）
- Yahoo奇摩電影上《龍鳳鬥》的資料（繁體中文）
- 開眼電影網上《龍鳳鬥》的資料（繁體中文）
- 豆瓣电影上《龍鳳鬥》的資料 （简体中文）
- 时光网上《龍鳳鬥》的資料（简体中文）
- AllMovie上《龍鳳鬥》的资料（英文）
- 爛番茄上《龍鳳鬥》的資料（英文）
- 香港影庫上《龍鳳鬥》的資料（繁體中文）
- 互联网电影数据库（IMDb）上《龍鳳鬥》的资料（英文）
- 新浪網電影資料相關網站 - 龍鳳鬥 （页面存档备份，存于）